# フェンシェル＝モローの定理

下半連続でない函数。フェンシェル＝モローの定理より、この函数は双共役と等しくはならない。

数学の凸解析において、フェンシェル＝モローの定理（フェンシェル＝モローのていり、英: Fenchel–Moreau theorem）あるいはフェンシェルの双共役定理（あるいは単に双共役定理）とは、ある函数がその双共役と等しくなるための必要十分条件を与える定理である。ウェルナー・フェンシェルとジャン・ジャック・モローの名にちなむ。これは任意の函数に対して {\displaystyle f^{**}\leq f} が成立するという一般的な性質とは対照的である。これは双極定理の一般化と見なすことが出来る。双対性の理論において、（摂動函数を介して）強双対性を証明するために用いられる。

## 定理の内容
{\displaystyle (X,\tau )} をハウスドルフ局所凸空間とする。任意の拡大実数値函数 {\displaystyle f:X\to \mathbb {R} \cup \{\pm \infty \}} に対し、{\displaystyle f=f^{**}} が成立するための必要十分条件は、次のいずれかの条件が成立することである。
1. {\displaystyle f} は下半連続な真凸函数
2. {\displaystyle f\equiv +\infty }
3. {\displaystyle f\equiv -\infty }[1][3][4]